# 小松島町

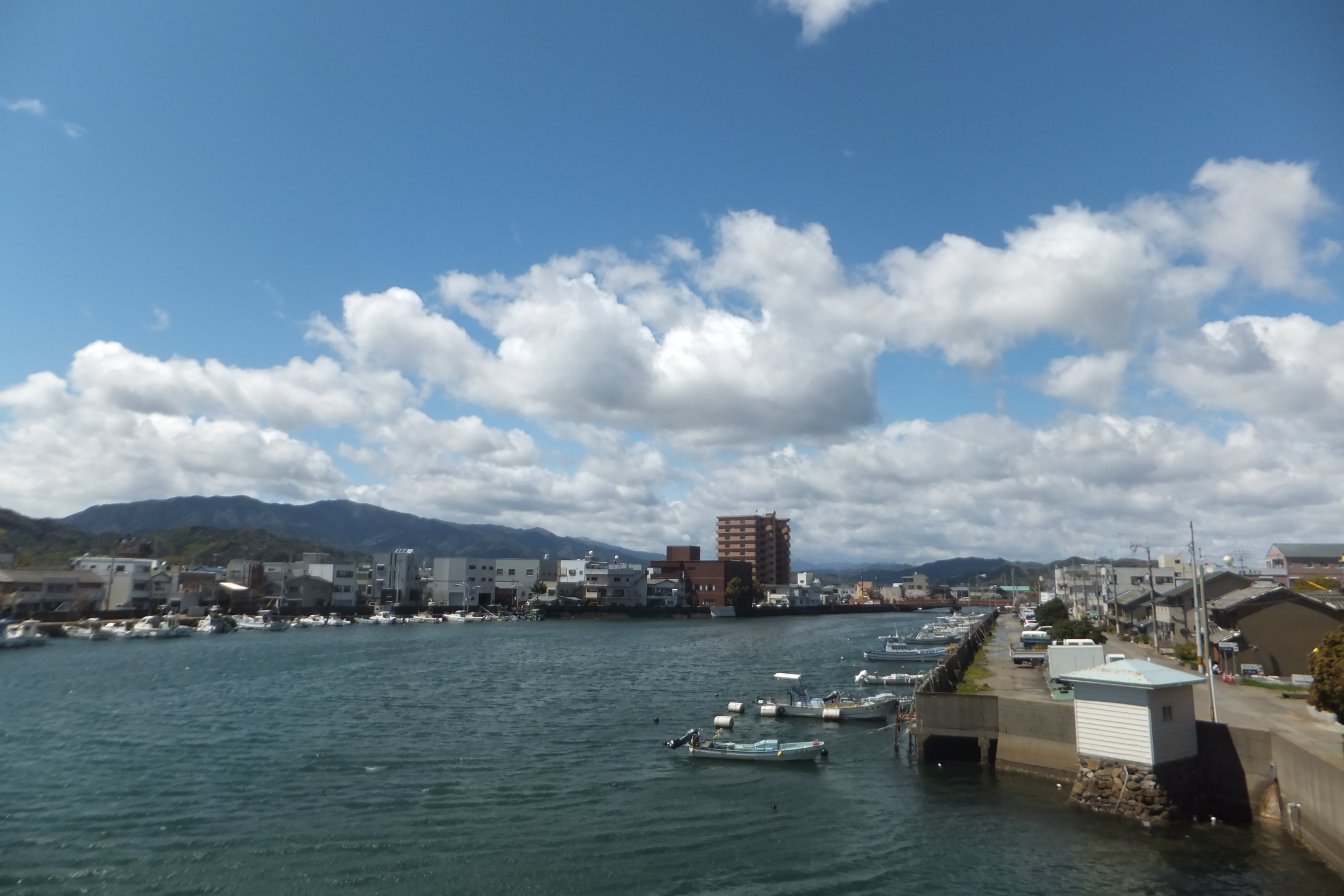
神田瀬川

小松島町（こまつしまちょう）は、徳島県小松島市の町名。郵便番号は773-0001。

## 地理
小松島市の北部に位置。中心市街地で、旧小松島町のうち住民表示をしなかった地域の総称。南は神田瀬川を境に神田瀬町・松島町・南小松島町と相対し、北は中田町に接続。東は小松島湾に臨む。北の町境をなしていた国鉄小松島線は昭和60年3月に廃止、バス輸送に切り替える。
小松島港は国の重要湾港で、南海フェリー・小松島フェリーによる阪神地方と連絡。徳島バス・小松島市営バスの各営業所があり、海陸交通の要衝。国道55号と徳島県道17号小松島港線は東西に走って、徳島市と県南地方を結んでいる。主として商業地として利用され、通称一条通り・二条通り・三条通りの商店街を形成し、中心部の旧東洋紡績小松島工場跡には徳島赤十字病院が建つ。

### 河川
- 神田瀬川
- 新堀川
- 豊ノ本川
- 大瀬川

### 海洋
- 小松島湾 - 太平洋に面する湾。

### 小字
| - 網渕 - 今開 - 井利ノ口 - 門田 - 北浜 - 北開 - 喜来 | - 菖蒲田 - 新港 - 外開 - 高須 - 中筋 - 西堀川 - 馬場ノ本 | - 東堀川 - 房浜 - 港口 - 南開 - 元根井 - 領田 - 若井崎 |  |

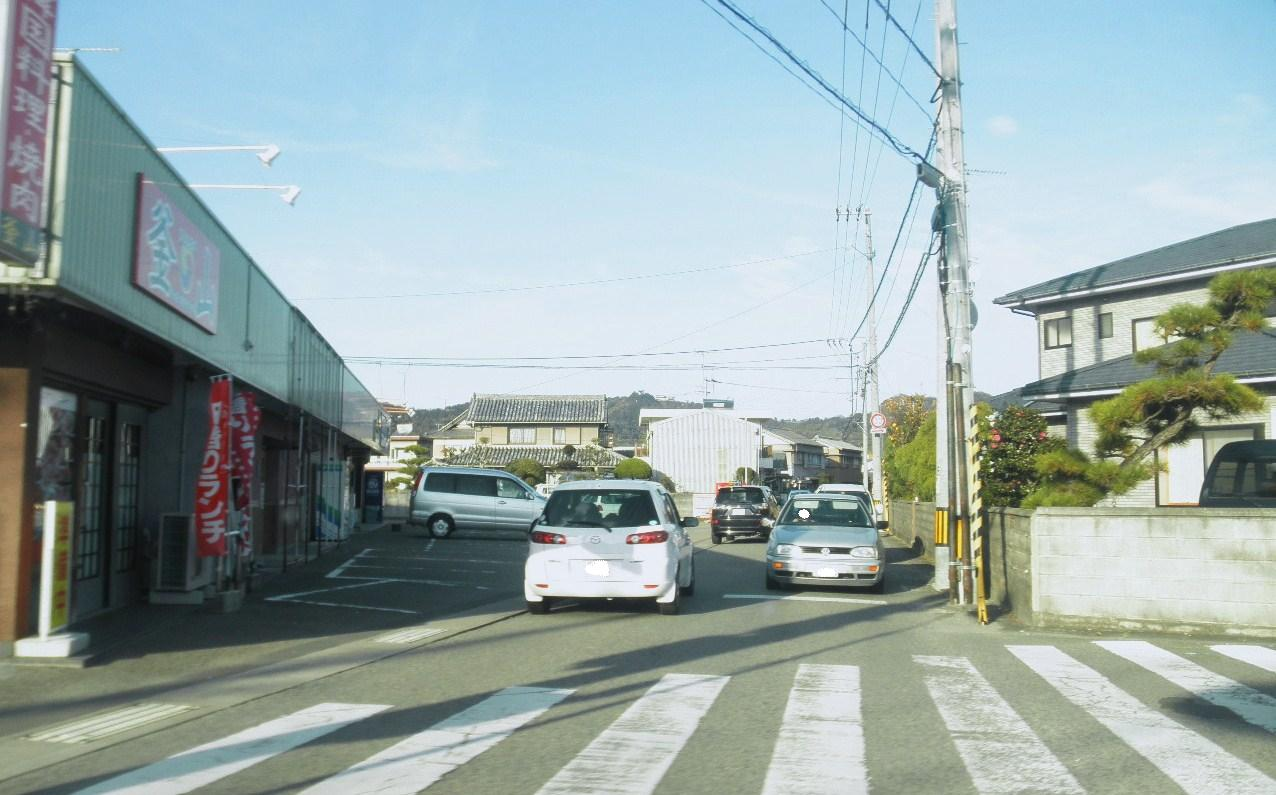
領田
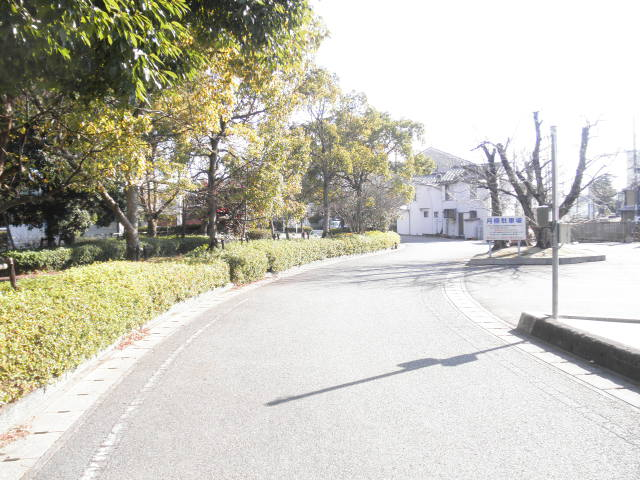
北開
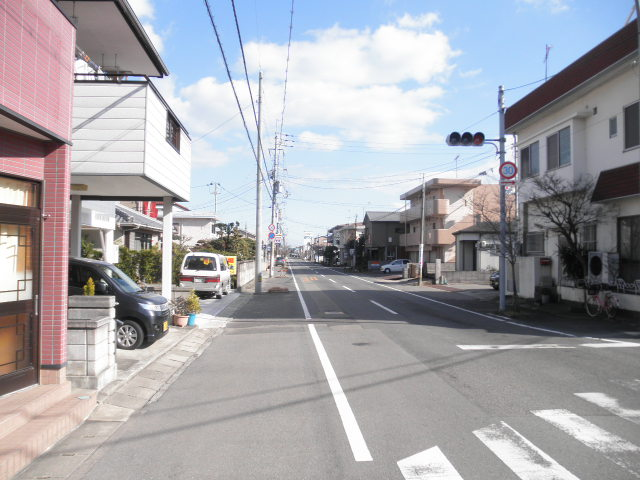
浜田
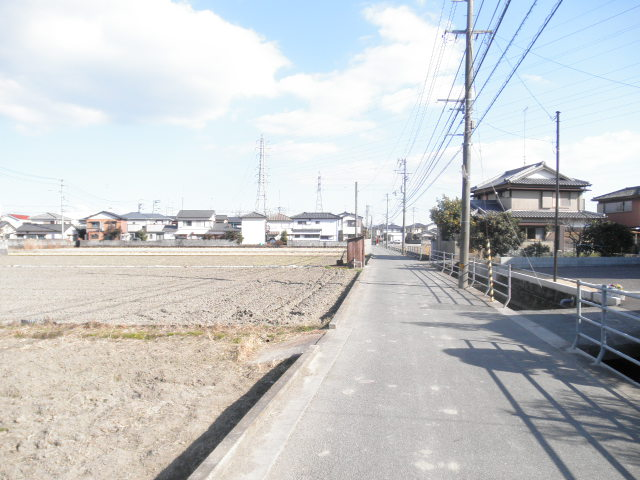
中筋

### 地価
住宅地の地価は、2014年（平成26年）1月1日に公表された公示地価によれば、小松島町字北浜144番3の地点で43,800円/m2となっている。

## 歴史
かつては勝浦郡小松島町に属していた。小松島市の行政・商業の中心地として港町として栄えてきたが、1985年に国鉄小松島線の全線廃止、さらに1993年に共同汽船が運航していた小松島フェリーが廃止され、1999年には市内唯一の発着路として残った南海フェリーが撤退した。
交通の要衝としての小松島の重要性は大きく減じられたが、2006年には徳島赤十字病院がこの地に新築移転し、医療を中心とした都市化が進んでいる。

## 世帯数と人口
2022年（令和4年）7月31日現在の世帯数と人口は以下の通りである。
| 町丁     | 世帯数    | 人口    |
| -------- | --------- | ------- |
| 小松島町 | 1,715世帯 | 3,386人 |

## 小・中学校の学区
市立小・中学校に通う場合、学区は以下の通りとなる。
| 番地                                                                                               | 小学校                   | 中学校                 |
| -------------------------------------------------------------------------------------------------- | ------------------------ | ---------------------- |
| 領田、門田、菖蒲田(国道55号以東)、若井崎、房浜、北開、港口、馬場ノ本、井利ノ口、網渕、外開、西堀川 | 小松島市立小松島小学校   | 小松島市立小松島中学校 |
| 高須、中筋、南開、今開、東堀川                                                                     | 小松島市立南小松島小学校 | 小松島市立小松島中学校 |
| 元根井、北浜、新港                                                                                 | 小松島市立北小松島小学校 | 小松島市立小松島中学校 |
| 喜来、菖蒲田(国道55号以西)                                                                         | 小松島市立児安小学校     | 小松島市立小松島中学校 |

## 交通

### 鉄道
- JR牟岐線 - 駅は置かれていない。

かつて存在した鉄道路線
- 国鉄小松島線 - 1985年廃止

### 道路
都道府県道
- 徳島県道17号小松島港線
- 徳島県道33号小松島佐那河内線
- 徳島県道120号徳島小松島線（旧国道55号）
- 徳島県道178号小松島港南小松島停車場線
- 徳島県道213号二條通新港線

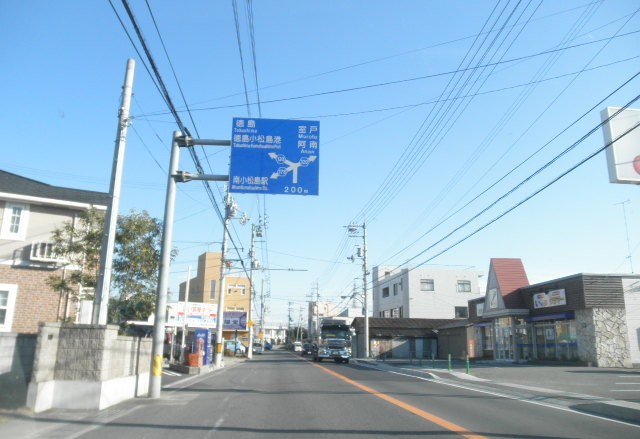
小松島町高須 徳島県道33号小松島佐那河内線
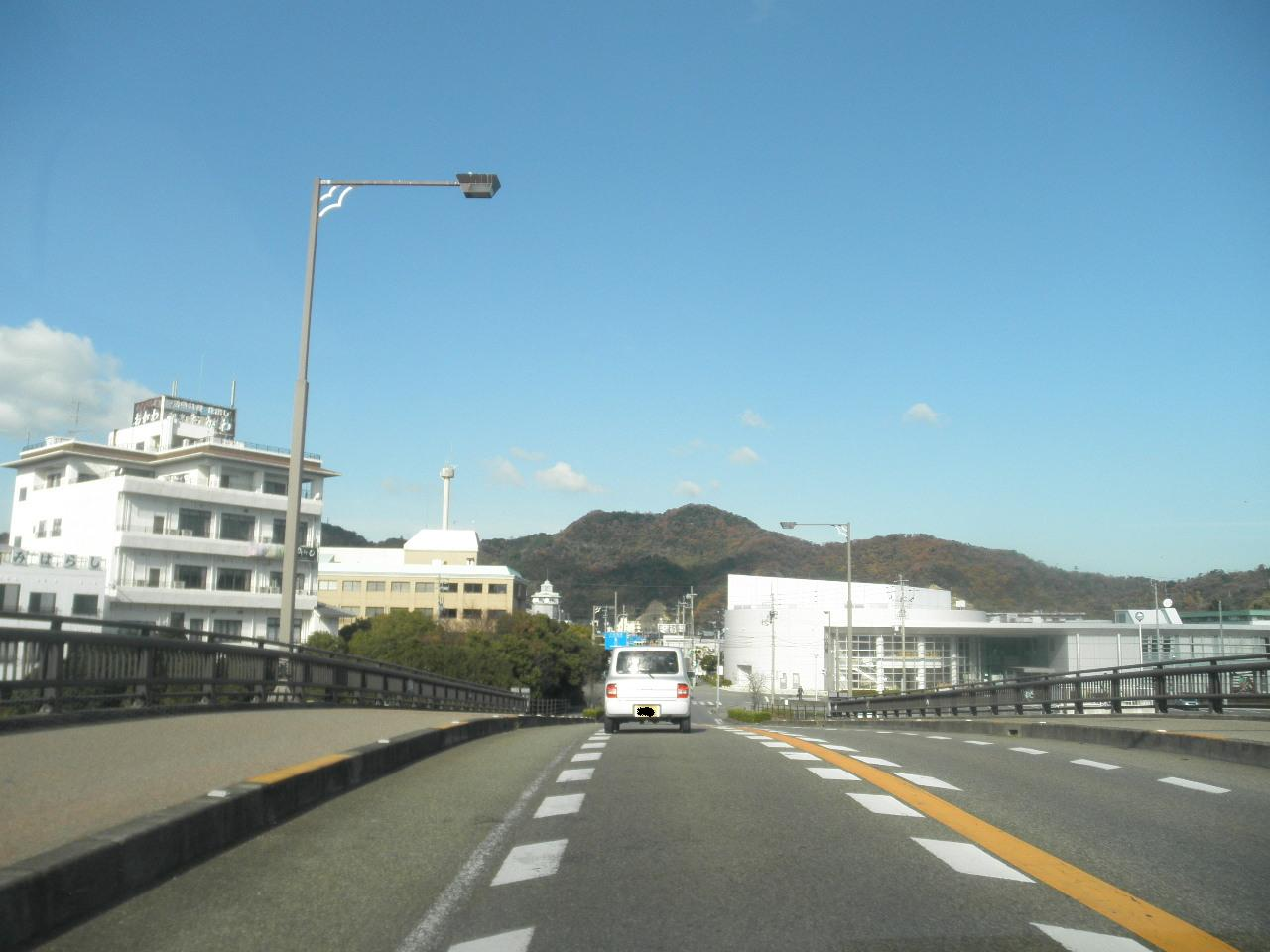
小松島市外開 徳島県道178号小松島港南小松島停車場線
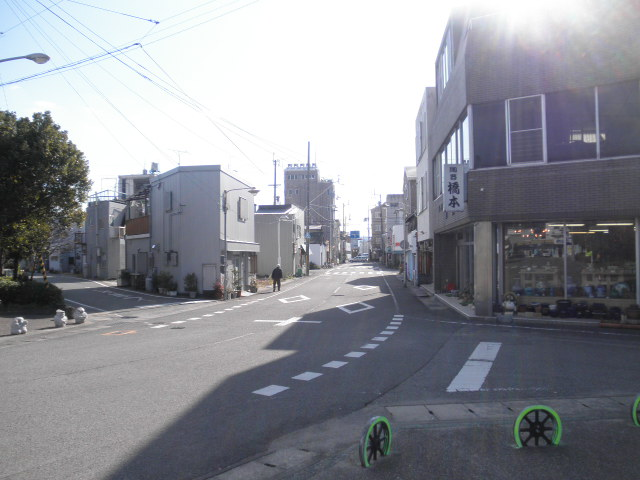
小松島町網渕 徳島県道213号二條通新港線

## 施設

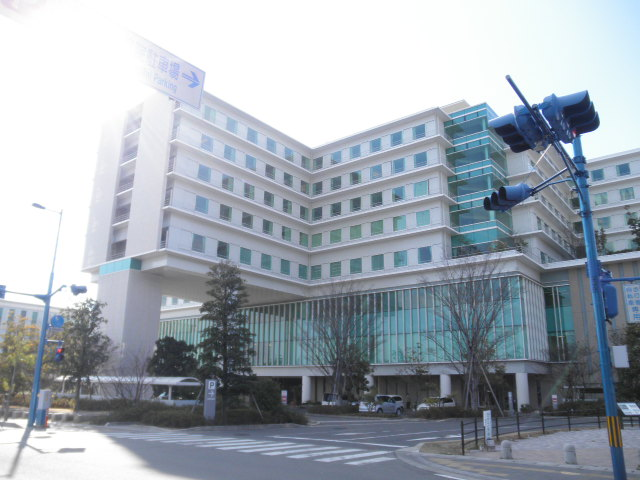
徳島赤十字病院

- 徳島赤十字病院
- 小松島市ミリカホール
- 小松島出張所
- 小松島ステーションパーク
- しおかぜ公園
- 日本通運
- 徳島通運
- 小松島市立南小松島小学校
- 徳島県立小松島高等学校